# 加鲁达印尼航空200号班机空难
印度尼西亚鹰航空200号班机空难（Garuda Indonesia Flight 200，GA200）指在2007年3月7日，一架由波音 737-400执飞的定期客运航班，执行雅加达飞往日惹的任务时，在日惹国际机场降落时冲出跑道的事故。該事故造成20名乘客和一名空服员死亡。

## 涉事飞机

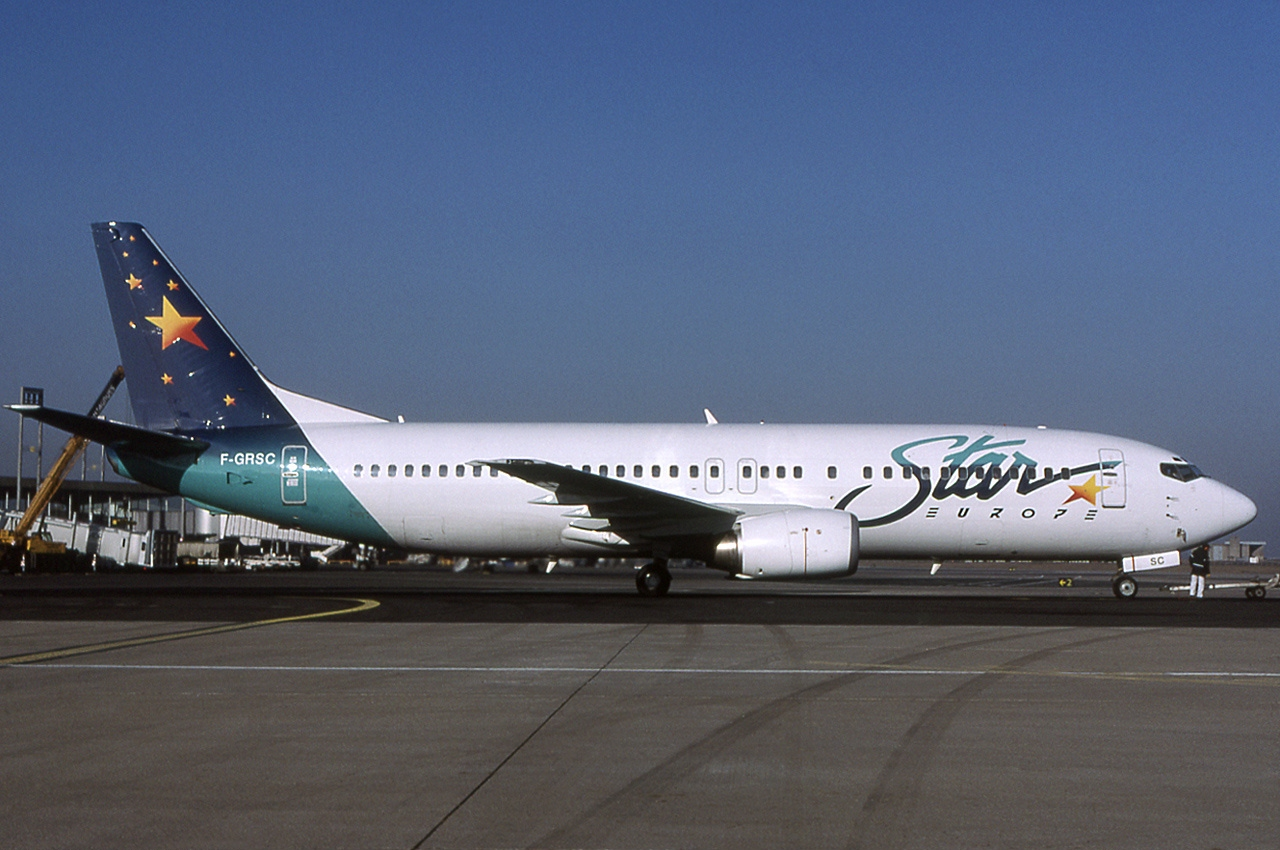
涉事飞机于法国特大航空服役时的照片

涉事飞机是一架波音737-4B7型客机，注册号PK-GZC，事发时归嘉魯達印尼航空所有，在此之前曾于阿罗哈航空、法国特大航空、捷特航空服役。该机于1992年11月首飞，事故发生时，飞行时数为35157小时。

## 航空公司相关
事发前后几个月，印度尼西亚历史最悠久的航空公司嘉魯達印尼航空就因其糟糕的安全记录而广受批评。据澳大利亚航空专家说，嘉魯達印尼航空是世界上与中华航空和大韩航空并列安全记录最差的国有航空公司。自1950年以来，嘉魯達印尼航空已经发生了13起事故。最严重的事故发生于1997年，嘉魯達印尼航空152号班机在向棉兰接近的时候坠毁于一座长满树木的山上。事发前的2002年，加鲁达印尼航空421号班机因吸入冰雹坠毁于梭罗河，一名空中乘务员遇难。
亚太航空中心（Centre for Asia Pacific Aviation）的总经理彼得·哈比森曾说，加鲁达印尼航空的大部分事故都是机场和航空公司糟糕的安全标准和恶劣的天气造成的。加鲁达印尼航空200号班机事故发生后，欧盟禁止加鲁达印尼航空及印尼其他航空公司飞入欧盟领空。这次禁飞成了加鲁达印尼航空的分水岭，为提高安全标准和服务标准，加鲁达印尼航空开始了大刀阔斧的改革。 2009年6月，欧盟解除对嘉魯達印尼航空的封锁。后者于2014年成为Skytrax5星级航空公司，也已同年3月5日加入天合联盟。2019年3月，受同位于印尼、发生在2018年10月的狮子航空610号班机空难和后续而来的埃塞俄比亚航空302号班机空难牵连，嘉魯達印尼航空紧急宣布取消全部737 MAX订单，成为737 MAX首个取消订单的客户。2020年後，2019冠狀病毒病疫情重創了嘉魯達印尼航空，也直接導致公司在2022年9月根據美國破產法第十五章正式申請破產保護。

## 事故经过
事发当天，200号航班共载有133名乘客，其中有19名外国人。澳大利亚外交部部长亚历山大·唐纳的部下，以及多名跟踪报道他的爪哇之行的澳大利亚籍记者都在机上（但亚历山大·唐纳並非此航班之乘客，他最終乘坐另一航班回國）。
当地时间上午6:58分（UTC+7）， 机长准备在日惹国际机场进行着陆。不过，在下降过程中，飞机的速度及下降率都过高。其间飞控系统和副驾驶都曾向机长发出警告。不过最后飞机还是降落失败。飞机在距跑道头860米的地方以221节的速度接地，而这个速度要比正常降落速度快79节。 乘客说，飞机坠毁前曾剧烈颠簸。 机身冲出跑道，冲过围栏，穿过一条公路（机身在此时严重受损），最后停在一片水稻田里。随后，机上的燃油燃烧并发生爆炸，消防车却救不到飞机。大部分乘客成功逃生，但有些乘客却被困於机舱里被活活炸死。机长Muhammad Marwoto Komar曾宣称飞机在降落时遭遇风切变。

## 后续
当时机上载有一名来自澳大利亚七号电视网的摄影师。事发后他带着摄影機逃出了机舱并用镜头记录下了眼前的画面。当晚6点，电视上播出他攝影的坠机现场影片片段。
此次事件收錄在系列紀錄片《空中浩劫》第15季第8集中。